# L'uomo Mosè e la religione monoteistica
L'uomo Mosè e la religione monoteistica (titolo orig. Der Mann Moses und die monotheistische Religion. Drei Abhandlungen) è un'opera di Sigmund Freud sulle origini del monoteismo, pubblicata nel 1939 ad Amsterdam, dall'editore Allert De Lange. Si compone di tre parti scritte tra il 1934 e il 1938, pubblicate dapprima separatamente: le prime due, più brevi, sulla rivista Imago. Ultimo libro pubblicato dal fondatore della psicoanalisi, che morì pochi mesi dopo, all'età di 82 anni, mentre era rifugiato a Londra.
Offrendo la sue riflessioni sulle origini di Mosè, del suo rapporto con il popolo ebraico, dell'origine di alcune pratiche religiose, Freud scandalizzò i lettori suggerendo che il monoteismo fosse un'invenzione egizia, che Mosè non fosse nato come schiavo ebreo e cresciuto nella casa reale egiziana, ma invece fosse un sacerdote del culto di Akhenaton che sfuggì dall'Egitto dopo la morte del faraone. Risiedendo presso gli ebrei, Mosè avrebbe cercato di far rivivere la religione soppressa in Egitto, mettendosi a capo del popolo semitico, perpetuando il monoteismo attraverso una differente religione. Ma, mal sopportando il rigore di Mosè, i seguaci lo uccisero. Gli ebrei dimenticarono poi la storia e divennero seguaci del dio Yahweh, diventando irrevocabilmente devoti alla tradizione monoteista, lasciando tuttavia che qualche traccia della religione mosaica sopravvivesse, identificando il dio di Mosè con Yahweh.
È il secondo lavoro che Freud ha dedicato alla figura di Mosè, dopo averne pubblicato già uno in forma anonima intitolato Il Mosè di Michelangelo, nella rivista da lui diretta, Imago, nel 1914.
Provando un forte interesse per la figura di Mosè durante tutta la vita, Freud scrisse dapprincipio un romanzo storico, il cui titolo avrebbe dovuto essere Der Mann Moses. Ein historischer Roman, concepito nel 1934. Visto il dilagante antisemitismo in Europa, dopo la presa del potere di Hitler in Germania, nella nuova persecuzione degli ebrei egli trovò la formula che legava il destino del popolo ebraico alla creazione dell'ebreo come eletto, e in Mosè ne vide l'autore. Una volta concluso il manoscritto, decise però di non pubblicarlo, non sentendosi padrone e all'altezza della forma romanzo. Ritrovato nel 1979 da Pier Cesare Bori, il testo è pubblicato nel 2021 in Francia, e nel 2022 in Italia: si tratta della prima versione elaborata da Freud, poi rielaborata nei saggi che finiranno sistemati in rivista, e poi in libro.
Il libro è un'estensione del lavoro di Freud sulla teoria psicoanalitica come mezzo per generare ipotesi su avvenimenti storici. Freud aveva similmente impiegato la teoria psicoanalitica per la ricerca storica nell'opera Totem e tabù. L'interesse di Freud per l'antico Egitto si è manifestato in un'impressionante collezione di antichi manufatti egizi: una selezione di piccoli bronzi era sempre in mostra sulla sua scrivania, sia a Vienna che a Londra.
L'uomo Mosè e la religione monoteistica è stata un'opera audace e fantasiosa, ampiamente discussa e che ha originato grandi controversie tra gli specialisti.

## Tema
Freud nel suo saggio effettua un parallelismo tra l'evoluzione del popolo ebraico e i casi di nevrosi individuale, argomento che tratta anche in Totem e tabù e ne Il disagio della civiltà.
Il padre della psicoanalisi sostiene che Mosè non fosse ebreo, ma in realtà un egiziano di antica nobiltà che trasmise al popolo ebraico la religione monoteista del faraone Akhenaton (o probabilmente fu Akhenaton stesso a farlo). Gli ebrei, sempre secondo la tesi di Freud, assassinarono Mosè, abbandonarono la religione che questi aveva loro trasmesso e collettivamente dimenticarono quanto avevano fatto.

Freud spiega che diversi anni dopo l'assassinio di Mosè, i ribelli avessero deplorato la loro azione formando così il concetto di Messia, come speranza per il ritorno di Mosè come Salvatore degli Israeliti. Freud sostiene che il senso di colpa per l'omicidio di Mosè venne ereditato attraverso le generazioni; fu proprio questo senso di colpa che poi spinse gli ebrei alla creazione della religione, affinché potesse farli sentire meglio diminuendo la riprovazione per ciò che avevano fatto.

## Critiche
Il libro subì fin da subito dure critiche da parte degli archeologi e dei biblisti, che accusarono Freud di non avere alcuna conoscenza sul tema di cui parlava e di sostenere ipotesi puramente speculative. L'archeologo William Foxwell Albright scrisse nel 1957:
Il libro di Freud è totalmente privo di qualsivoglia metodo storico e tratta i dati storici con la stessa superficialità con cui l'autore tratta i dati dell'introspezione e della psicologia sperimentale.
Altre stroncature al libro sono seguite: l'archeologo Aren Maier ha definito l'analisi di Freud "semplicistica ed in larga parte sbagliata", mentre l'egittologo Brian Fagan ha definito le teorie di Freud "prive di qualsiasi base storica". L'egittologo Donald Redford scrisse nel 1996 sulla Biblical Archaeology Review:
Prima che la maggior parte delle evidenze archeologiche da Tebe e da Tell el-Amarna fosse disponibile, alcune menti pie hanno talvolta trasformato Akhenaton in un maestro umano del vero Dio, un mentore di Mosè, una figura cristica, un filosofo in anticipo sui tempi. Ma queste creature immaginarie stanno svanendo man mano che la realtà storica emerge gradualmente. Scarsi o nulli indizi supportano la nozione che Akhenaton sarebbe stato il progenitore del monoteismo perfettamente sviluppato che troviamo nella Bibbia. Il monoteismo della Bibbia ebraica e del Nuovo Testamento ebbero uno sviluppo separato - un monoteismo che ebbe origine più di mezzo millennio dopo la morte del faraone.

## Edizioni italiane
- Mosè e il monoteismo, traduzione di Arrigo Ballardini, a cura di Cesare L. Musatti, Milano, Pepe Diaz Editore, 1952.
- L'uomo Mosè e la religione monoteistica, traduzione di Pier Cesare Bori, Giacomo Contri ed Ermanno Sagittario, Torino, Bollati Boringhieri, 1977-2023, ISBN 978-88-339-2441-0.
- Mosè e il monoteismo, traduzione di Irene Castiglia, a cura di Roberto Finelli e Paolo Vinci, Roma, Newton Compton, 2010.
- Mosè e il monoteismo, Introduzione e cura di Leonardo Paolo Lovari, Cavriglia (Arezzo), Harmakis Edizioni, 2017, ISBN 978-88-983-0187-4.

### Versione inedita del 1934
- L'uomo Mosè. Un romanzo storico, traduzione di J. Vennemann dal tedesco e C. Calcagno dal francese, Prefazione di Giovanni Filoramo e commento di Thomas Gindele, Roma, Castelvecchi, 2022, ISBN 978-88-329-0553-3.